# Палагичі
Пала́гичі — село Тлумацької міської громади Івано-Франківського району Івано-Франківської області.

## Історія
Першу письмову згадку про село датовано 4 лютого 1437 року.
Польський шляхтич, галицький стольник та підкоморій Павел Куропатва підписувався «з Палагичів».
У 1779 р. тлумацький староста Єжи Міхал Потоцький (1753, Підгайці — бл. 1801) замість маєтків, переданих у власність брату Іґнацію Роману, взяв у нього маєток «Палайче» (тобто Палагичі) з 3-ма селами коло Тлумача.
Побут села у 1867-1870 роках зафіксував польський художник Генрік Гіполіт Родаковський у 11 акварельних роботах, які склали так званий Палагицький альбом.
У 1934-1939 рр. село входило до об’єднаної сільської ґміни Олєшув Тлумацького повіту.
У 1939 році в селі проживало 2 670 мешканців, з них 2 450 українців-грекокатоликів, 120 українців-римокатоликів, 100 поляків (переважно польські колоністи кінця XIX ст. у присілку Попелів)
Через село в 1884-1944 рр. проходила залізниця Станіслав — Бучач — Гусятин — Ярмолинці, при відступі гітлерівцями у 1944 р. зруйнований міст через Дністер, а колію демонтувала радянська влада. Існувала й залізнична станція Палагичі.
Селяни свято зберігають пам'ять про земляків, полеглих у боротьбі за волю в рядах УПА.
Відповідно до Розпорядження Кабінету Міністрів України від 12 червня 2020 року № 714-р «Про визначення адміністративних центрів та затвердження територій територіальних громад Івано-Франківської області» увійшло до складу Тлумацької міської громади.

## Населення

### Мова
Розподіл населення за рідною мовою за даними перепису 2001 року:
| Мова       | Кількість | Відсоток |
| ---------- | --------- | -------- |
| українська | 1282      | 99.84%   |
| російська  | 2         | 0.16%    |
| Усього     | 1284      | 100%     |

## Пам'ятки
Церква Св. Арх. Михайла 1895 р.

## Цікаво
З Палагичів походив батько Роберто Козака.